# Карлос Аревало
Карлос Аревало (ісп. Carlos Arévalo; нар. 6 грудня 1993) — іспанський веслувальник на каное, срібний призер Олімпійських ігор 2020 року, бронзовий призер Олімпійських ігор 2024 року.

## Виступи на Олімпіадах
| Олімпіада  | Дисципліна                    | Місце |
| ---------- | ----------------------------- | ----- |
| Токіо 2020 | байдарки-одиночки, 200 метрів | 5     |
| Токіо 2020 | байдарки-четвірки, 500 метрів | 2     |
| Париж 2024 | байдарки-двійки, 500 метрів   | 9     |
| Париж 2024 | байдарки-четвірки, 500 метрів | 3     |